# 熊本市立向山小学校
熊本市立向山小学校（くまもとしりつ こうざんしょうがっこう）は、熊本県熊本市中央区本山四丁目にある公立小学校。熊本市立江南中学校と連携型小中一貫教育を行っている。

## 沿革
- 1871年（明治4年） - 竹崎茶堂の日進堂創立
- 1876年（明治9年） - 本山村に公立本山小学校創立、迎衛小学校創立
- 1883年（明治16年） - 迎衛小学校が向栄尋常小学校と改称
- 1907年（明治40年） - 高等小学校を併設し、本山尋常小学校と改称
- 1921年（大正10年） - 本山村が熊本市に合併
- 1924年（大正13年） - 本山尋常小学校と向栄尋常小学校が合併し、向山尋常小学校と改称
- 1941年（昭和16年） - 向山国民学校と改称
- 1947年（昭和22年） - 熊本市立向山小学校に改称

## 歴代校長
- 2004年（平成16年） - 2006年（平成18年）校長 - 古川重人
- 2007年（平成19年） - 2008年（平成20年）校長 - 石田修二
- 校長 - 尾谷青子
- 2023年（令和5年） -　現校長 - 梅田博子

## 委員会
- さわやか運動委員会
- 企画委員会
- 環境・美化委員会
- 生活安全委員会
- 健康委員会
- 放送委員会
- 図書委員会
- 緑化委員会
- 給食委員会

## クラブ活動
- 運動 - ドッヂボール、縄跳びなど
- エイサー - エイサーを踊る
- 手芸 - 小物作り、編み物など
- アトリエ - 工作、絵を書く
- 読書 - 本を読む
- オセロ・将棋 - 囲碁　将棋、オセロなど
- 折り紙 - 折り紙でものを作るなど
- イラスト - 絵を描くなど
- ICT-タブレットでプログラミングなど

### 運動部
- バドミントン部
- サッカー部
- 野球部
- 総合運動部

### 文化部
- 吹奏楽部

## 著名な卒業生
- 石光真清（軍人、3年から熊本師範附属小学校（現・熊本大学教育学部附属小学校）に転校）
- 鳥居素川（ジャーナリスト）